# Харві Кушнер
Харві Вольф Кушнер (нар. 9 грудня 1941) — американський дослідник глобального тероризму. Завідувач кафедри кримінального правосуддя Школи Рузвельта Лонг-Айлендського університету, Бруквіль, штат Нью-Йорк. Автор численних статей і п’яти книг про тероризм, включаючи «Енциклопедію тероризму». Академік Європейської академії наук України. Член міжнародної редакційної ради журналу American Behavioral Scientist.

## Молодість і освіта
Харві Кушнер народився 9 грудня 1941 року в Нью-Йорку; батько Альберт Кушнер, мати Ірина (Фіман) Кушнер. 1969 року закінчив Квінс-коледж Міського університету Нью-Йорка, отримавши ступінь бакалавра політології, 1970 року — ступінь магістра, а 1974 року в Нью-Йоркському університеті ступінь доктора філософії з відзнакою у галузі політології.

## Кар'єра

### Лонг-Айлендський університет
Від 1974 року починає працювати у Лонг-Айлендському університеті (Бруквіль, штат Нью-Йорк), де обіймає різні адміністративні посади від координатора аспірантури Коледжу вільних мистецтв і наук до директора Інституту внутрішньої безпеки та тероризму.
Як професор і завідувач кафедри кримінального правосуддя та багаторічний директор Інституту внутрішньої безпеки та тероризму Кушнер застосовував новаторські методи в розробці навчальних програм для своїх студентів. Зокрема, він залучив двох агентів Служби внутрішніх доходів до викладання курсу фінансових розслідувань. Як писала New York Times, курс розроблено для того, щоб навчити стажистів «просвітлювати холодним світлом закону на найпохмуріші закутки форми 1040 або найвитонченіші відмивання незаконно здобутих прибутків».
Харві Кушнер наголошував на важливості кібертехнологій і їхнього впливу на суспільство та злочинність. Він закликав до більшої співпраці між державним і приватним секторами для подолання злочинності.
Кушнер також організовував численні симпозіуми з питань національної безпеки та кримінального правосуддя для навчання академічної та професійної спільноти. Його студенти очолили Управління громадської безпеки штату Нью-Йорк після терактів 11 вересня та одне з найбільших окружних поліцейських відомств у Сполучених Штатах, Управління поліції округу Нассау.

### Співпраця з правоохоронними органами Нью-Йорка
До і після терактів 11 вересня Кушнер проводив навчальні семінари з питань тероризму для правоохоронних органів штату Нью-Йорк, зокрема Асоціації керівників поліції та Коаліції із запобігання злочинності штату Нью-Йорк, Асоціаціям запобігання злочинності Мід-Гудзона і Лонг-Айленда, Поліції штату Нью-Йорк, Департаменту поліції Оранджберга, Департаменту поліції округу Нассау, Департаменту поліції округу Саффолк, Департаменту поліції Фріпорта, Департаменут поліції Роквіль-Центру, Департамент поліції Олд-Бруквіля, Департаменту поліції Хемпстеда, Департаменту поліції Порт-Вашингтона. Починаючи з 1991 року Кушнер працює радником з питань освіти в Асоціації керівників муніципальної поліції округу Нассау.

### Робота з федеральними агентствами
До терактів 11 вересня Кушнер мав тісні зв'язки з низкою федеральних агентств. У 1993 році Федеральна авіаційна адміністрація залучила Кушнера для виявлення міжнародних терористів, які могли атакувати цивільну авіацію. У 1998 році він консультував Відділ поведінкових досліджень ФБР щодо визначення та розробки протоколу для виявлення транснаціональних терористичних загроз у Сполучених Штатах. У 1995 та 1997 роках навчав персонал Департаменту пробації США Східного округу ідентифікувати можливих терористів. У 1996 році проводив навчання агентів Управління з боротьби з наркотиками протидії торгівлі наркотиками і тероризму.

### Співпраця з окружним прокурором округу Нассау
Незважаючи на зниження до середини 1990-х злочинності в окрузі Нассау громадська думка свідчила про інше. Мешканці округу боялися виходити на вулицю вночі, в результаті чого страждав місцевий бізнес. Окружний прокурор звернувся до Кушнера, щоб з'ясувати причину цього невиправданого страху. Харві Кушнер дослідив статистичні дані злочинності з 1975 по 1994 рік кількох регіонів США  і з'ясував, що злочинність окрузі Нассау була набагато нижчою ніж у національній вибірці через сприятливі суспільні фактори, зокрема «старше, багатше населення з високим рівнем поширеності сімей з двома батьками», а невиправданий страх злочинності пояснив діяльністю ЗМІ, які «витрачають непропорційну суму ефірного часу, розігруючи карту злочинності».

### Crime Stoppers International
З 1995 по 1998 рік Кушнер працював спеціальним консультантом з питань тероризму в Crime Stoppers International, приватній групі, яка збирала анонімні скарги місцевим відділам поліції. У 1996 році Кушнер і Томас Оберлі звернулися до ФБР із планом створити національну програму боротьби зі злочинністю — національну безкоштовну гарячу лінію, яку ФБР зможе використовувати для даних щодо зростаючої загрози тероризму в Сполучених Штатах. Після переговорів з ФБР протягом майже двох років, пропозиція була відхилена в березні 1998 року.

### Календар річниць тероризму 1999 року
У 1989 році разом з Міжнародною асоціацією фахівців з боротьби з тероризмом і безпеки Кушнер створив «Календар річниць тероризму 1999» Календар, як писала «Нью-Йорк Таймс», «документує історію та річниці вибухів, вбивств, захоплень літаків і протистоянь, які вплинули на американців за останні 30 років». Календар використовувався правоохоронними органами по всьому світу, щоб ретельно стежити за датами, які могли спровокувати теракт.

### Допоміжне засідання 10-го Конгресу ООН із запобігання злочинності
У 2000 році Кушнера як експерта запросили очолити міжнародну групу з питань віктимізації для Організації Об’єднаних Націй у Відні, Австрія, на допоміжній зустрічі на 10-му Конгресі ООН із запобігання злочинності (Виктимізація терористів: запобігання, контроль і відновлення).

### Діяльність після терактів 11 вересня 2001 року

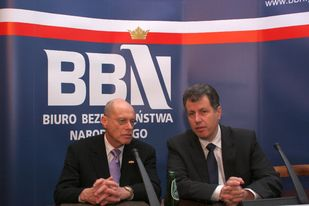
Кушнера в Бюро національної безпеки Польщі

З 2001 по 2008 рік Харві Кушнер надавав аналітичні дані про Аль-Каїду та напади 11 вересня 2001 року для Військово-морського коледжу США в Ньюпорті, Род-Айленд; Школи спеціальних операцій ВПС США, авіабазі МакДілл, штат Флорида; Берегової охороні США, Джонс-Біч, Нью-Йорк; Бази Корпусу морської піхоти США, Квантіко, Вірджинія; і Командування спеціальних операцій армії США, Форт Брегг, Північна Кароліна, а також ФБР, Служби імміграції та натуралізації США, Митної служби США, Департаменту внутрішньої безпеки та Федерального агентства з управління надзвичайними ситуаціями.
За дорученням Владислава Стасяка, голови Бюро національної безпеки Республіки Польща, професор Кушнер 2 грудня 2008 року працював із високопосадовцями в штаб-квартирі Бюро національної безпеки у Варшаві на тему злочинності та кібертероризму.

### Департамент пробації США
З 2002 по 2005 рік Кушнер працював аналітиком з питань тероризму в Департаменті пробації США Східного округу Нью-Йорка. До його обов’язків входило надання розвідувальних даних головному федеральному офіцерові пробації з усіх питань, пов’язаних із внутрішнім, транснаціональним і міжнародним тероризмом, а також розробка протоколів для спостереження за особами, підозрюваними у зв’язках з терористами, коли вони перебували під наглядом відділу пробації.

### Експертні висновки
Одразу після нападів на Сполучені Штати 11 вересня 2001 року Кушнер дав експертні свідчення щодо тероризму та безпеки в громадських місцях Нью-Йорка перед Комітетом громадської безпеки Ради Нью-Йорка. У 2004 році Національна комісія з питань терористичних атак на Сполучені Штати (відома як Комісія 9/11) запросила його взяти участь у VIP-брифінгу перед публікацією остаточного звіту. У 2006 році Кушнер також виступав як експерт з питань тероризму перед робочою групою з питань загрози тероризму при Міністерстві внутрішньої безпеки. На щорічній навчальній конференції поліції штату Нью-Йорк у 2015 році Кушнер розглянув поточну терористичну загрозу та її значення для місцевої поліції.
Як свідок-експерт Кушнер має досвід розгляду кількох гучних судових справ, пов’язаних із міжнародним тероризмом. У 1997 році Кушнер був свідком-експертом позивачів і написав звіт експерта для успішного багатомільйонного цивільного позову, пов’язаного з вибухом Всесвітнього торгового центру в 1993 році (Даффі проти Адміністрації порту Нью-Йорка та Нью-Джерсі та Пеше проти. Адміністрація порту Нью-Йорка та Нью-Джерсі ). У 2000-2001 роках він працював експертом під час судового розгляду справи про вибух у посольстві США (США проти Усами бен Ладена та ін.). У 2001 році він написав експертний висновок у справі про розлучення (Мішлін Шарпі проти П’єра Алена Люсьєна Шарпі), у якій позивачка стверджувала, що для її дітей було безпечно залишитися з нею в Нью-Йорку після терористичних нападів 11 вересня 2001. Він також працював експертом з 2001 по 2003 рік у цивільному судовому процесі, пов’язаному з процедурами безпеки в аеропорту імені МакАртура в Нью-Йорку (Ендрю П. Олівері проти Міжнародного братства водіїв).
Кушнер також надавав консультації як свідок-експерт сім’ям учасників терактів 11 вересня, вибуху Pan Am 103, терористів-смертників в Ізраїлі та стрілянини на Емпайр-Стейт-Білдінг. Він також надавав консультації у справах, пов'язаних з тероризмом в Єгипті та фінансованим державою тероризмом в Ісламській Республіці Іран.

### ЗМІ

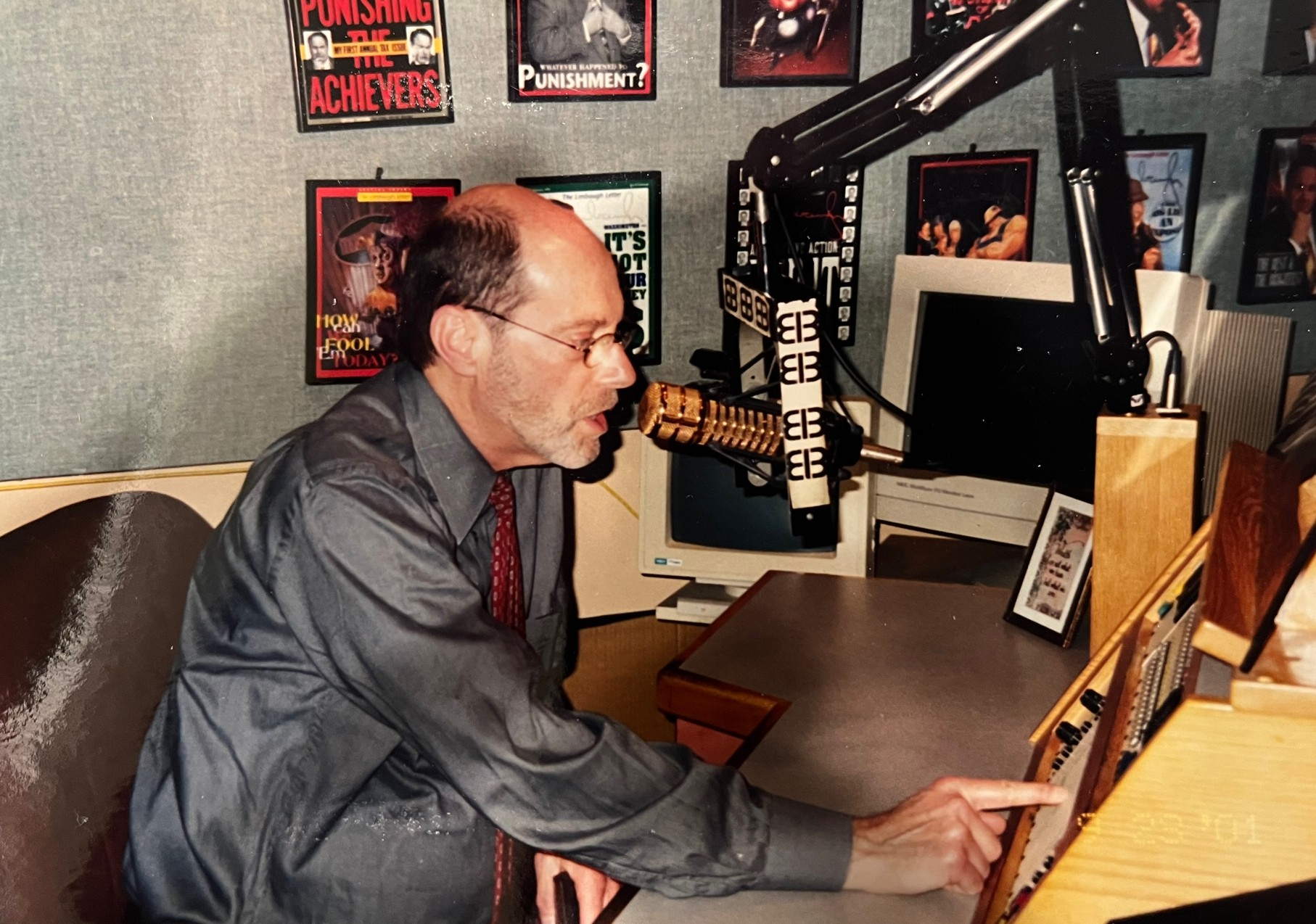
Кушнер веде трансляцію після терактів 11 вересня у своєму шоу на 77 TalkRadio WABC

Вранці після терактів 11 вересня 2001 року на Сполучені Штати ЗМІ негайно звернулися до Кушнера за його оцінкою подій. За кілька днів після терактів його запросили вести щотижневе ток-шоу про тероризм для однієї з найпопулярніших радіостанцій країни, 77 TalkRadio WABC у Нью-Йорку. Профільні навички Кушнера були показані в епізоді Mugshots під назвою «Мохаммед Атта: Солдат терору».
Ще до терактів 11 вересня ЗМІ зверталися до Кушнера за коментарями щодо різних питань пов'язаних з тероризмом,  особливо для аналізу діяльності Аль-Каїди та Усами бен Ладена.
Він виступав як експерт в телепередачі The O'Reilly Factor на FOX News, Шоу Опри Вінфрі, на CNN та на інших основних кабельних та ефірних телевізійних мережах США , також був запрошеним ведучим і співавтором висвітлення Міленіуму на каналі FOX News та святкуванні Нового року 2001 року на Таймс-сквер на MSNBC.
На радіо Кушнер був частим гостем «Важкої сотні» токшоу Talkers Magazine. Впродовж багатьох років Шоу доктора Харві Кушнера було постійним на WGBB 1240 AM, першій радіостанції Лонг-Айленда та одній із найстаріших у країні.
У період з 1997 по 2012 роки Кушнер писав колонку про авіаційну безпеку під назвою The Middle of the Runway для Airport Press і був помічником редактора газети.

## Нагороди та відзнаки
- Нагорода комісара за підвищення професіоналізму в правоохоронних органах, департамент поліції округу Нассау, Нью-Йорк (1991)[11].
- Нагорода видатного запрошеного спікера, Торгова палата міжнародного аеропорту імені Джона Кеннеді (1996)[11].
- Сертифікат подяки, Департамент поліції округу Саффолк, Східна конференція зі збройних пограбувань (1996)[11].
- Подяка Американського товариства промислової безпеки (1997).
- Сертифікат подяки за допомогу та співпрацю з Нью-Йоркським польовим офісом Секретної служби США (2000).
- Нагорода Library Journal  за видатне довідкове джерело (Енциклопедія тероризму) (2002)[80].
- Нагорода Асоціації довідкових і користувальницьких послуг (RUSA) за видатне довідкове джерело (Енциклопедія тероризму) (2004)[81].
- Booklist Editor's Choice Best of 2003 (Енциклопедія тероризму) (2003)[80].

## Публікації
Численні праці професора Кушнера про тероризм і пов’язані з ним питання опубліковані в академічних і професійних виданнях по всьому світу. Він був редактором і членом редколегій ряду журналів, зокрема American Behavioral Scientist (2001-донині) і Journal of Applied Security Research (2005-донині). Як рецензент Кушнер працював у багатьох журналах і видавництвах. Нижче наведено невеликий список його праць.

### Книги
- (1980) Understanding Basic Statistics: A Structured Approach (San Francisco, CA: Holden-Day).

- (1998) (Ed.) The Future of Terrorism: Violence in the New Millennium (Thousand Oaks, CA: Sage Publications).
- (1998) Terrorism in America: A Structured Approach to Understanding the Terrorist Threat (Springfield, IL: Charles C. Thomas).
- (2002) (Ed.) Essential Readings on Political Terrorism: Analyses of Problems and Prospects for the Twenty-first Century (NY: Gordian Knot).
- (2002) Encyclopedia of Terrorism (Thousand Oaks, CA: Sage Publications).
- (2004) Holy War on the Home Front. The Secret Islamic Terror Network in the United States (NY: Sentinel).

### Редагування журналів
- “Domestic and International Terroism,” Journal of Contemporary Criminal Justice, 11 (February 1995).
- “Terrorism in the 21st Century,” American Behavioral Scientist, 44 (February 2001).
- “Cyberterrorism in the 21st Century,” American Behavioral Scientist, 45 (February 2002).
- “Nuclear and Radiological Terrorism,” American Behavioral Scientist, 46 (February 2003).
- “Revisiting Terrorism in the 21st Century,” American Behavioral Scientist, (June 2022).
- “War in Ukraine,” American Behavioral Scientist, 67 (March 2023).

### Інші публікації
- “The New Middle Eastern Terrorists,” Journal of the International Association of Law Enforcement Intelligence Analysts, 8 (February 1994), 41 - 46.
- “Suicide Bombers: Business as Usual,” Studies in Conflict &amp; Terrorism, 19 (October/December 1996), 329 - 337.
- “Bombing of Atlanta Centennial Olympic Park,” Violence in America: An Encyclopedia, ed. by Ronald Gottesman (Vol. 1, New York: Charles Scribner’s Sons, 1999), pp. 140 - 141.
- “Bombing and Bomb Scares,” Violence in America: An Encyclopedia, ed. by Ronald Gottesman (Vol. 1, New York: Charles Scribner’s Sons, 1999), pp. 155 - 160.
- “Letter Bombs,” Violence in America: An Encyclopedia, ed. by Ronald Gottesman (Vol. 2, New York: Charles Scribner’s Sons, 1999), pp. 257 - 259.
- “Unabomber,” Violence in America: An Encyclopedia, ed. by Ronald Gottesman (Vol. 3, New York: Charles Scribner’s Sons, 1999), pp. 349 - 351.
- “World Trade Center Bombing,” Violence in America: An Encyclopedia, ed. by Ronald Gottesman (Vol. 3, New York: Charles Scribner’s Sons, 1999), pp. 475 - 476.
- “The Price of Stopping Terrorists,” New York Times (October 18, 2000), p. 30.
- “Correctly Identifying our Enemies,” Newsday (August 15, 2006), p. A35.
- “Terrorism in America in the Twenty-First Century: Revisiting my Prognostications,” American Behavioral Scientist (June 2022).